# Orthopagus splendens
Orthopagus splendens är en insektsart som först beskrevs av Ernst Friedrich Germar 1830.  Orthopagus splendens ingår i släktet Orthopagus och familjen Dictyopharidae. Inga underarter finns listade i Catalogue of Life.